# Ekonomický liberalismus
Ekonomický liberalismus, liberální ekonomická teorie nebo tržní liberalismus je skupina ekonomických teorií, které mají svůj původ v osvícenství. Za zakladatele těchto ekonomických teorií je považovaný skotský filozof Adam Smith. Všechny teorie vycházející z ekonomického liberalismu se snaží o posun hospodářství ke kapitalismu a volnému trhu.
Důraz na soukromé vlastnictví a svobodné smluvní vztahy tvoří základ liberálních ekonomických teorií. Ekonomický liberalismus tvrdí, že jednotlivci v ekonomickém prostředí konají zejména ve vlastním zájmu, a umožnit jim to bez jakýchkoliv omezení vede k nejlepšímu výsledku (samozřejmě, za předpokladu existence soudní moci a slabé státní moci).
Ekonomický liberalismus se částečně vytratil v prvé polovině dvacátého století s rozvojem sociálního liberalismu. V tomto období byl nahrazen keynesiánskými ekonomickými teoriemi, které požadují ekonomiku s výraznými státními zásahy. Po tom, co tyto teorie selhaly při vysvětlovaní stagflace v 70. letech, nastal návrat liberálních ekonomických teorií, jako je například monetarismus.